# لوید المز
لوید المز (انگلیسی: Lloyd Ellams؛ زادهٔ ۱۱ ژانویهٔ ۱۹۹۱) بازیکن فوتبال اهل بریتانیا است.
از باشگاه‌هایی که در آن بازی کرده‌است می‌توان به باشگاه فوتبال استالی‌بریج سلتیک، باشگاه فوتبال واکسول موتورز، باشگاه فوتبال مارین، و باشگاه فوتبال درویلزدن اشاره کرد.